# Cantone di Châtillon-sur-Chalaronne
Il Cantone di Châtillon-sur-Chalaronne è una divisione amministrativa dell'arrondissement di Bourg-en-Bresse con capoluogo Châtillon-sur-Chalaronne.
A seguito della riforma approvata con decreto del 13 febbraio 2014, che ha avuto attuazione dopo le elezioni dipartimentali del 2015, è passato da 16 a 26 comuni.

## Composizione
I 16 comuni facenti parte prima della riforma del 2014 erano:
- L'Abergement-Clémenciat
- Biziat
- Chanoz-Châtenay
- Châtillon-sur-Chalaronne
- Chaveyriat
- Condeissiat
- Dompierre-sur-Chalaronne
- Mézériat
- Neuville-les-Dames
- Sandrans
- Sulignat
- Saint-André-le-Bouchoux
- Saint-Georges-sur-Renon
- Saint-Julien-sur-Veyle
- Romans
- Vonnas

Dal 2015 i comuni appartenenti al cantone sono i seguenti 26:
- L'Abergement-Clémenciat
- La Chapelle-du-Châtelard
- Châtillon-sur-Chalaronne
- Condeissiat
- Dompierre-sur-Chalaronne
- Garnerans
- Genouilleux
- Guéreins
- Illiat
- Marlieux
- Mogneneins
- Montceaux
- Montmerle-sur-Saône
- Neuville-les-Dames
- Peyzieux-sur-Saône
- Romans
- Saint-André-le-Bouchoux
- Saint-Didier-sur-Chalaronne
- Saint-Étienne-sur-Chalaronne
- Saint-Georges-sur-Renon
- Saint-Germain-sur-Renon
- Saint-Paul-de-Varax
- Sandrans
- Sulignat
- Thoissey
- Valeins